# Жучиха
Жучиха — річка в Україні, у Роменському районі Сумської області. Ліва притока Ромена (басейн Дніпра).

## Опис
Довжина річки приблизно 6,5 км.

## Розташування
Бере початок у селі Хрещатик. Тече переважно на південний схід через Ведмеже і впадає у річку Ромен, праву приоку Сули.